# Туга за СРСР

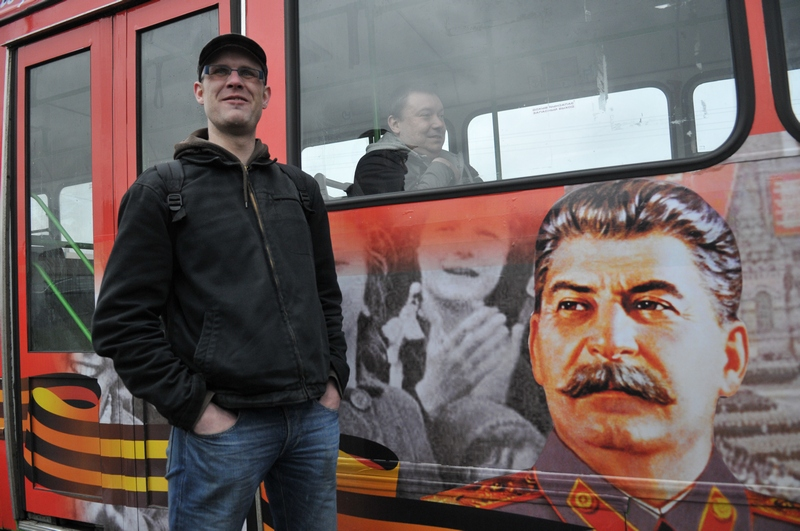
Фото Сталіна на так званому «сталінобусі». 5 травня 2010 р., Санкт-Петербург, РФ

Ностальгі́я (ту́га) за СРСР (ностальгія за Радянським Союзом) — морально-психологічне явище, особливий психологічний стан частини населення Російської Федерації та інших пострадянських країн, а також громадян близького (Польща, Німеччина, Румунія) і далекого зарубіжжя (Ізраїль), які народилися в СРСР, тобто представників «радянського покоління».
Ностальгія за СРСР може виражатися в ностальгії за радянським ладом, радянським суспільством, соціальною захищеністю, радянською культурою або естетикою радянського періоду. Це явище спостерігається приблизно з 1992 року (де-факто — з моменту розпаду СРСР) і гіпотетично триватиме до 2040–2050 років, тобто поки не зникнуть представники «радянського покоління».

## Погляди на явище

### Позитивні (аргументи прибічників)

Герб СРСР

Ностальгія за СРСР виражається в позитивному ставленні до радянського минулого і викликана:
- спогадами про власну молодість (наприклад, період «епохи застою»);
- спогадами про всі прояви радянської епохи;
- пропагуванням у СРСР ідеалів доброти і справедливості, що входить у різке протиріччя з сучасною дійсністю з її аморальністю в суспільстві, духом споживацтва, наживи, девальвацією моральних цінностей.
- пануванням в широких верствах суспільства дух колективізму, товариського ставлення одне до одного;
- спробами сьогодення спотворити минуле і принизити світлі ідеали і цінності, на яких виросли представники «радянського покоління».
- соціальними аспектами:
  - рівень життя більшої частини населення з розвалом СРСР і в результаті економічних реформ різко погіршився (за багатьма характеристиками в 1.5-2 рази — до показників 1960—1970 років). Приклад: за часів СРСР держава забезпечувала громадян безкоштовним житлом; в сучасних умовах шанси на отримання безкоштовного житла вкрай малі, при цьому ціни на житло значно перевищують платоспроможність більшості населення;
  - вартість комунальних платежів різко зросла;
  - радянська медицина була безкоштовною, що входить в різкий контраст з сучасними реаліями;
  - середня заробітна плата робітників, інженерів і викладачів істотно менше в порівнянні з радянськими;
- тощо.

Всі ці причини породжують об'єктивні стимули для ностальгії за радянським минулим, особливо у пенсіонерів.

### Негативні (погляд критиків)
На думку критиків, негативний аспект ностальгії за СРСР і радянського ладу виражається в:
- запереченні або недооцінці реально існуючих в СРСР недоліків:
  - дефіциту, черг, зрівнялівки;
  - придушення вільнодумства та інакомислення;
  - обмежень у творчій діяльності;
  - закритості кордонів тощо;
- перебільшенні переваг радянської системи — соціальної справедливості, стабільності, безпеки, низьких цін, доступності житла, освіти, охорони здоров'я тощо.

Також, на думку деяких дослідників, у ряді випадків ностальгія за СРСР є наслідком соціальної невлаштованості чи незадоволеності життям, характерної для значної частини людей, які звикли до радянського способу життя. Крім того, висловлюється думка, що ностальгія за СРСР часто пов'язана з неприйняттям західних ідей і цінностей, багато з яких в корені суперечать радянським.

## Статистика
Згідно з результатами дослідження, проведеного українською соціологічною групою «Рейтинг» у грудні 2010 року, близько 46 % українців жалкують про розпад Радянського Союзу. Згідно з дослідженням російського Левада-Центру листопаді того ж року, росіяни більше — 56 % — шкодують про розпад СРСР. Не шкодують відповідно 36 % українців і 30 % росіян. Не змогли відповісти 18 % українців і 16 % росіян.
За даними Левада-центру 2016 року, за 6 років статистика не змінилась — 56 % опитаних шкодують про СРСР.
У випадку, як України, так і Росії, у відповідях простежується чітка вікова тенденція: чим молодші респонденти, тим менше вони жалкують про розпад СРСР. В Україні шкодують за СРСР 19 % молоді і 69 % пенсіонерів, в Росії — 17 % і 83 % відповідно.
В Україні простежуються й інші демографічні особливості та закономірності: в регіональному аспекті жалкують про розпад СРСР більше всього на Донбасі (65 %), Півдні (58 %) і Сході (55 %), найменше — на Заході України (18 %). Ностальгію за СРСР відчувають більше жінки (49 %), ніж чоловіки (42 %); більше жителі міст (48 %), ніж сіл (40 %); більше віруючі УПЦ МП (59 %) і атеїсти (47 %), ніж віруючі УПЦ КП (41 %) і греко-католики (17 %); респонденти, для яких рідною є російська мова (57 %), ніж респонденти, для яких рідною є українська (37 %) або обидві мови (49 %); більше росіяни за національністю (69 %), ніж українці (43 %).

## Прояви

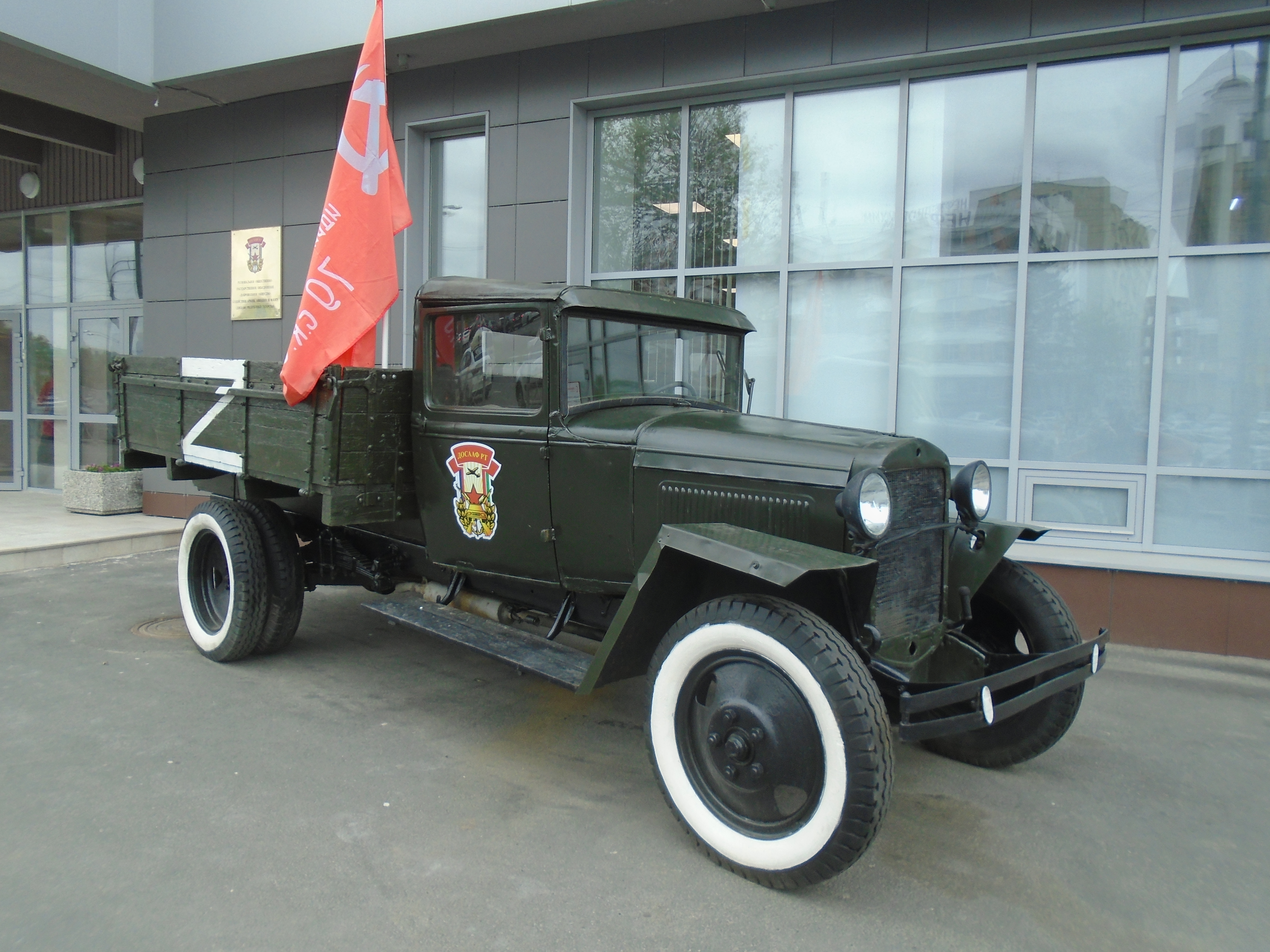
Прапор Перемоги та символ Z на російській військовій машині в Казані

1996 року вперше вийшла в ефір телепередача «Старі пісні про головне», лейтмотивом якої було виконання радянських пісень сучасними артистами. Передача виявилася вкрай успішною і регулярно виходила в ефір, породивши ряд послідовників або схожих передач.
З кінця 1990-х в соціологічних опитуваннях студентів стала з'являтися критика капіталізму, на початку-середині 90-х відносно не поширена. Одночасно стали викликати сумнів тези про тоталітарність ладу в СРСР і негативна характеристика радянського суспільства. У 2000-х, із початком відносної стабілізації економіки країн колишнього СРСР, ностальгія по СРСР вийшла на новий рівень, ставши поширеним маркетологічних прийомом — виникали їдальні «по-радянськи», в рекламних кампаніях використовувалася система ГОСТ і впізнавані стереотипи часів СРСР, які доходять іноді до гротеску.
Частково подібне явище було поширене в місцях компактного проживання емігрантів з колишнього СРСР, зокрема, Брайтон-Біч. Почали виникати музеї, присвячені побуту часів «довгих сімдесятих» (1968—1982 рр), переважно — приватні. Таким чином, виникло «радянське ретро», що апелювало до часу, «коли все було просто».

### Російське вторгнення в Україну
Крім символіки, більшовизм російських агресорів виявлятиметься в їхній топонімічній політиці. Так, окупанти повсюдно «повертають» захопленим поселенням та містам (а також тим, які хочуть захопити) їхні радянські назви. Це офіційно мотивується бажанням відновити історичну справедливість. Насправді ж, як правило, відновлюються антиісторичні назви, дані більшовиками у 1920-х і 1930-х роках замість або повернутих історичних (дореволюційних) або ж українізованих назв, отриманих у рамках компанії з декомунізації України 2014–2022 років. Приклади: Артемівськ замість Бахмута, Красний Лиман замість Лимана, Володарське замість Нікольського, Стаханов замість Кадіївки тощо.
У квітні 2022 року було опубліковане рашистське відео, де українська пенсіонерка вітає українських солдатів у своєму будинку поблизу Дворічної, яких вона вважала росіянами, з радянським прапором. Ролик був поширений у проросійських соціальних мережах і опублікований у підконтрольних російській державі ЗМІ. Жінка розповіла, що вони з чоловіком «чекали, молилися за них, за Путіна і всіх людей». Українські воїни давали їй їжу, але топтали її радянський прапор. Це викликало обурення в Росії і було використано російськими пропагандистами, щоб доводити, що російське вторгнення має народну підтримку. У Росії створені мурали, листівки, вуличне мистецтво, білборди, шеврони та наклейки із зображенням жінки та червоним більшовицьким прапором. Особливий акцент робився на «святотатстві», яким, на думку рашистів, є наруга над «прапором перемоги».
Пізніше пенсіонерка Анна Іванова, яка вийшла з червоним більшовицьким прапором назустріч українським військовим, почала клясти російську армію за зруйнований дім. Усупереч російській пропаганді, син Анни Іванівни не вивозив її в Росію, а сама вона розібралась, що її дім обстрілюють російські окупанти. Анна Іванівна казала, що вийшла до українських військових, бо гадала, що це російські окупанти й намагалась «примиритися» з ними червоним більшовицьким прапором, аби вони «не громили» село й Україну. Але тепер вона почуває себе «зрадницею». Її онук у Польщі.